# Primera División de Chile 2000
El Campeonato Nacional de Fútbol de la Primera División de Chile de 2000 fue el torneo disputado de la primera categoría del fútbol profesional chileno en el año 2000.
El campeón del torneo fue Universidad de Chile, que logró su estrella número 11 y su tercer bicampeonato.
En el torneo participaron 16 equipos, que jugaron en dos rondas en un sistema de todos-contra-todos.

## Ascensos y descensos
| Pos  | Ascendidos de la Primera B 1999 |
| ---- | ------------------------------- |
| 1º   | Unión Española                  |
| 2º   | Santiago Wanderers              |
| Lig. | Everton                         |
| Lig. | Provincial Osorno               |

| Pos  | Descendidos en la temporada 1999 |
| ---- | -------------------------------- |
| Lig. | Cobresal                         |
| Lig. | Deportes Iquique                 |
| 15º  | Rangers                          |
| 16º  | Deportes La Serena               |

## Equipos por región
| Región               | N.º | Equipos |
| -------------------- | --- | --- |
| Región Metropolitana | 7   | Audax Italiano, Colo-Colo, Palestino, Santiago Morning, Unión Española, Universidad Católica y Universidad de Chile |
| Valparaíso           | 2   | Everton y Santiago Wanderers                                                                                        |
| Biobío               | 2   | Deportes Concepción y Huachipato                                                                                    |
| Los Lagos            | 2   | Provincial Osorno y Deportes Puerto Montt                                                                           |
| Antofagasta          | 1   | Cobreloa |
| Coquimbo             | 1   | Coquimbo Unido |
| O'Higgins            | 1   | O'Higgins |

|
| Audax Italiano Universidad de Chile Colo-Colo Universidad Católica Unión Española Palestino Santiago Morning |

|}

## Desarrollo

### La lucha por el título
Universidad de Chile retuvo su corona, de la mano de su exitoso entrenador César Vaccia y con el mismo plantel del año anterior, aunque con la incorporación del delantero argentino Diego Rivarola, que había hecho una gran campaña el año anterior en Santiago Morning. Rivarola sería decisivo en el bicampeonato azul, sobre todo por los 2 goles que le hizo al archirrival Colo-Colo en la victoria azul por 3-1 en el Estadio Monumental (ya había vencido por el mismo marcador, en la primera rueda del torneo, en el Estadio Nacional). Eso si, los azules tendrían como máximo goleador a su exitoso delantero Pedro González, que marcó 26 goles en el torneo. Los azules venían golpeados en el ámbito internacional, ya que en el primer semestre, fueron eliminados de la Copa Libertadores de América, en la fase de grupos y en el segundo semestre, de la Copa Mercosur en esa misma ronda.
Cobreloa obtuvo el subcampeonato a 9 puntos de los azules, pero dieron el golpe del mercado de fichajes, al incorporar al ex seleccionado chileno Eduardo Vilches, quien regresaba al país de su paso por México y al seleccionado hondureño Eduardo Bennett, de exitoso paso por Argentina y que fue el delantero que más goles anotó por los loínos en la temporada. Los de Calama también estuvieron golpeados en el primer semestre, ya que también fueron eliminados de la Copa Libertadores de América, en la fase de grupos.
Colo-Colo y Universidad Católica fueron las grandes decepciones de ese año, pero protagonizaron un partidazo de antología en el Estadio Monumental, luego de que albos y cruzados empataron a 3 goles, sobre todo por la increíble remontada del Cacique, en los minutos finales del partido, cuando anotó 2 goles (uno de ellos de penal) en la parte final del partido, cuando el equipo colocolino perdía por 3-1, aunque empezó ganando con un gol de Marcelo Barticciotto. El equipo albo que era dirigido por el uruguayo Fernando Morena, repatrió desde México al argentino Héctor Adomaitis e incorporó al uruguayo Pablo Gaglianone y a su compatriota Hernán Rodrigo López y todavía contaba con jugadores destacados como Marcelo Ramírez, Francisco Rojas, Juan Carlos González, José Luis Sierra, Fernando Vergara, Sebastián González y el propio Marcelo Barticciotto entre otros, pero lamentablemente quedaron a 12 puntos de su archirrival. Por su parte, el equipo cruzado que era dirigido por el mundialista holandés en 1974 y 1978 y subcampeón mundial en esos años señalados Wim Rijsbergen, contaba con jugadores como Nelson Tapia, Miguel Ramírez, Néstor Gorosito y Hugo Brizuela entre otros, pero terminaron quedando en el sexto lugar y para su peor desgracia, perdieron la chance de clasificar a la Copa Libertadores de América 2001, tras perder en la final de la Liguilla en Talca, ante el sorprendente Deportes Concepción, que remató en el quinto lugar de la tabla, por un punto más que los cruzados y con el gol agónico de Luis Chavarría en el alargue.

### La lucha por el descenso
En cuanto a la lucha por el descenso, la lucha fue más reñida y que duró hasta la última fecha. Finalmente, Everton y Provincial Osorno (que habían ascendido el año anterior a la máxima categoría, tras ganar la Liguilla de Promoción), no les duró más de un año, en la serie de honor y lamentablemente, volvieron a descender a la Primera B. El equipo osornino descendió por adelantado a pocas fechas del final, aunque se dieron el gusto de empatarle a Colo-Colo en el Estadio Monumental, en la primera fecha del torneo, cuando empataron a 2 goles. Por su parte, el equipo viñamarino tuvo una reñida lucha con Coquimbo Unido, O'Higgins, Huachipato y Deportes Puerto Montt (estos 2 últimos conservaron la categoría, en la última fecha del torneo, por un punto de ventaja sobre los evertonianos), pero sufrió el descenso de categoría, tras empatar en la última fecha, ante su archirrival Santiago Wanderers como visitante.

## Tabla final
| Pos | Equipo                | PJ | PG | PE | PP | GF | GC | Dif | Pts |
| --- | --------------------- | -- | -- | -- | -- | -- | -- | --- | --- |
| 1   | Universidad de Chile  | 30 | 18 | 7  | 5  | 62 | 27 | 35  | 61  |
| 2   | Cobreloa              | 30 | 15 | 7  | 8  | 53 | 36 | 17  | 52  |
| 3   | Colo-Colo             | 30 | 13 | 10 | 7  | 58 | 46 | 12  | 49  |
| 4   | Unión Española        | 30 | 13 | 9  | 8  | 43 | 38 | 5   | 48  |
| 5   | Universidad Católica  | 30 | 11 | 11 | 8  | 51 | 42 | 9   | 44  |
| 6   | Deportes Concepción   | 30 | 11 | 10 | 9  | 28 | 30 | -2  | 43  |
| 7   | Santiago Wanderers    | 30 | 10 | 11 | 9  | 47 | 46 | 1   | 41  |
| 8   | Audax Italiano        | 30 | 11 | 7  | 12 | 38 | 34 | 4   | 40  |
| 9   | Palestino             | 30 | 11 | 7  | 12 | 45 | 44 | 1   | 40  |
| 10  | Santiago Morning*     | 30 | 10 | 8  | 12 | 47 | 54 | -7  | 38  |
| 11  | Coquimbo Unido        | 30 | 9  | 10 | 11 | 36 | 47 | -11 | 37  |
| 12  | O'Higgins             | 30 | 10 | 6  | 14 | 43 | 52 | -9  | 36  |
| 13  | Huachipato            | 30 | 9  | 7  | 14 | 44 | 48 | -4  | 34  |
| 14  | Deportes Puerto Montt | 30 | 9  | 7  | 14 | 42 | 54 | -12 | 34  |
| 15  | Everton               | 30 | 8  | 9  | 13 | 41 | 53 | -12 | 33  |
| 16  | Provincial Osorno     | 30 | 5  | 8  | 17 | 37 | 64 | -27 | 23  |

PJ=Partidos jugados; PG=Partidos ganados; PE=Partidos empatados; PP=Partidos perdidos; GF=Goles a favor; GC=Goles en contra; Dif=Diferencia de gol; Pts=Puntos
|  | Campeón. Clasifica a la Copa Libertadores 2001 |
|  | Clasifica a la Copa Libertadores 2001          |
|  | Clasifica a la Liguilla Pre-Libertadores       |
|  | Desciende a la Primera B                       |

## Campeón
| Universidad de Chile            |
| Universidad de Chile 11º Título |

## Liguilla Pre-Libertadores
Fue un minitorneo que se jugó por eliminación directa, a partido único, entre los cuatro equipos previamente clasificados. El ganador fue el tercer representante chileno en la Copa Libertadores 2001.
Los equipos se clasificaron de la siguiente forma, que difiere del clásico sistema utilizado anteriormente (tabla de posiciones):
- El primer clasificado fue el campeón del Campeonato Apertura del año 2000, que fue Universidad de Chile. Al ya estar clasificado a la Copa Libertadores 2001 por ser el campeón del Torneo Nacional, le cedió su lugar al finalista de dicho torneo, Santiago Morning.
- Los demás clasificados fueron los ganadores de cada tramo de 10 fechas del torneo, estos fueron: Universidad Católica (fechas 1 a 10), Universidad de Chile, quien cedió su puesto al segundo de dicho tramo, Audax Italiano (fechas 11 a 20) y Deportes Concepción (fechas 21 a 30).
|  | Semifinales          | Semifinales         |   |  | Final                | Final |  |
|  |                      |                     |   |  |                      |       |  |
|  |                      |                     |   |  |                      |       |  |
|  | Santiago Morning     | 1                   |   |  |                      |       |  |
|  | Universidad Católica | 2                   |   |  |                      |       |  |
|  |                      |                     |   |  |                      |       |  |
|  |                      |                     |   |  |                      |       |  |
|  |                      |                     |   |  | Universidad Católica | 2     |  |
|  |                      | Deportes Concepción | 3 |  |                      |       |  |
|  |                      |                     |   |  |                      |       |  |
|  |                      |                     |   |  |                      |       |  |
|  |                      |                     |   |  |                      |       |  |
|  |                      |                     |   |  |                      |       |  |
|  | Audax Italiano       | 0                   |   |  |                      |       |  |
|  | Deportes Concepción  | 1                   |   |  |                      |       |  |

Deportes Concepción clasifica a la Copa Libertadores 2001.

## Goleadores
| Jugador            | Equipo                | Goles |
| ------------------ | --------------------- | ----- |
| Pedro González     | Universidad de Chile  | 26    |
| Jaime Riveros      | Cobreloa              | 20    |
| Jorge Díaz         | Coquimbo Unido        | 16    |
| Reinaldo Navia     | Santiago Wanderers    | 16    |
| Juan Quiroga       | Deportes Puerto Montt | 15    |
| Sebastián González | Colo-Colo             | 14    |
| Fernando Martel    | Santiago Morning      | 14    |
| Fernando Vergara   | Colo-Colo             | 12    |
| Luis Ceballos      | Huachipato            | 12    |
| Nicolás Tagliani   | Palestino             | 12    |
| José Luis Díaz     | Unión Española        | 12    |
| Mauricio Dinamarca | Cobreloa              | 11    |
| Hugo Brizuela      | Universidad Católica  | 11    |
| Diego Rivarola     | Universidad de Chile  | 11    |
| Marco Olea         | Audax Italiano        | 10    |
| Silvio Fernández   | Provincial Osorno     | 10    |
| Domingo Arévalos   | Santiago Wanderers    | 10    |
| Ricardo Queraltó   | Unión Española        | 10    |
| Richard Zambrano   | Audax Italiano        | 9     |
| Mauricio Pozo      | Deportes Concepción   | 9     |
| Marcelo Suárez     | Huachipato            | 9     |
| Sergio Gioino      | Huachipato            | 9     |
| Ricardo Viveros    | O'Higgins             | 9     |
| Eduardo Bennett    | Cobreloa              | 8     |
| Eric Lecaros       | Deportes Puerto Montt | 8     |
| Mario Cáceres      | Everton               | 8     |
| Moisés Ávila       | Everton               | 8     |

### Hat-Tricks & Pókers
Aquí se encuentra la lista de hat-tricks y póker de goles (en general, tres o más goles marcados por un jugador en un mismo encuentro) conseguidos en la temporada.
| Fecha                   | Jugador            | Goles | Partido                                        |
| ----------------------- | ------------------ | ----- | ---------------------------------------------- |
| 14 de mayo de 2000      | Mario Núñez        | 3     | Universidad Católica vs. Deportes Puerto Montt |
| 10 de junio de 2000     | Ricardo Queraltó   | 3     | Unión Española vs Provincial Osorno            |
| 29 de julio de 2000     | Diego Rivarola     | 3     | Universidad de Chile vs Coquimbo Unido         |
| 30 de julio de 2000     | Fernando Martel    | 3     | O'Higgins vs Santiago Morning                  |
| 19 de agosto de 2000    | Jaime Riveros      | 4     | Cobreloa vs Santiago Wanderers                 |
| 1 de octubre de 2000    | Jaime Riveros      | 4     | Cobreloa vs Deportes Puerto Montt              |
| 1 de noviembre de 2000  | Marco Olea         | 3     | Audax Italiano vs Coquimbo Unido               |
| 11 de noviembre de 2000 | Clóvis Bento       | 3     | Palestino vs Provincial Osorno                 |
| 31 de octubre de 2000   | Reinaldo Navia     | 3     | Santiago Wanderers vs Unión Española           |
| 17 de diciembre de 2000 | Sebastián González | 4     | Colo-Colo vs Santiago Morning                  |

## Estadísticas
- El equipo con mayor cantidad de partidos ganados: Universidad de Chile 18 triunfos.
- El equipo con menor cantidad de partidos perdidos: Universidad de Chile 5 derrotas.
- El equipo con menor cantidad de partidos ganados: Provincial Osorno 5 triunfos.
- El equipo con mayor cantidad de partidos perdidos: Provincial Osorno 17 derrotas.
- El equipo con mayor cantidad de empates: Deportes Concepción y Santiago Wanderers 11 empates.
- El equipo con menor cantidad de empates: Deportes Puerto Montt y O'Higgins 6 empates.
- El equipo más goleador del torneo: Universidad de Chile 62 goles a favor.
- El equipo más goleado del torneo: Provincial Osorno 64 goles en contra.
- El equipo menos goleado del torneo: Cobreloa 18 goles en contra.
- El equipo menos goleador del torneo: Universidad Católica 28 goles a favor.
- Mejor diferencia de gol del torneo: Universidad de Chile convirtió 35 goles más de los que recibió.
- Peor diferencia de gol del torneo: Provincial Osorno recibió 27 goles más de los convirtió.
- Mayor goleada del torneo: Universidad Católica 5-0 Deportes Puerto Montt (fecha 4), Universidad de Chile 6-1 Coquimbo Unido (fecha 11), Colo-Colo 5-0 Everton (fecha 12), Cobreloa 6-1 Deportes Puerto Montt (fecha 18).